# بروگتون پاگس
بروگتون پاگس (به انگلیسی: Broughton Poggs) یک روستا در بریتانیا است که در فیلکینز و بروگتون پاگس واقع شده‌است.